# Мельничное (Красноярский край)
Мельничное — село в Ирбейском районе Красноярского края. Административный центр Мельничного сельсовета.

## Население
| 2010 |
| ---- |
| 442  |

## Известные люди
В селе родился писатель И. И. Пантелеев.